# Desempleo friccional
El desempleo friccional o desempleo cataláctico es el producido durante el período de tiempo entre que un trabajador deja su trabajo anterior y encuentra el siguiente, es decir se le conoce como desempleo friccional a la transición de un empleo a otro. A veces se llama búsqueda de empleo y puede ser voluntario basado en las circunstancias de la persona desempleada.

## Definiciones
Existe desempleo friccional porque ambos, tanto los puestos de trabajo y los trabajadores son heterogéneos, y una falta de coincidencia que se puede dar entre las características de la oferta y la demanda. Este desajuste puede estar relacionado con la falta de información, las habilidades, el pago, el tiempo de trabajo, la ubicación, la actitud, el gusto, y una multitud de otros factores. Los nuevos operadores (tales como los estudiantes graduados) y reentrantes (como ex amas de casa) también pueden sufrir un período de desempleo friccional. Los trabajadores y los empleadores aceptan un cierto nivel de imperfección, el riesgo o el compromiso, pero por lo general no de inmediato sino que van a invertir tiempo y esfuerzo para encontrar una coincidencia. Esta es, de hecho, beneficioso para la economía, ya que resulta en una mejor asignación de los recursos. Sin embargo, si la búsqueda lleva demasiado tiempo y los desajustes son demasiado frecuentes, la economía sufre, ya que algunos trabajos no se llevan a cabo. Por lo tanto, los gobiernos deberán buscar la manera de reducir el desempleo por fricción innecesaria.
El desempleo friccional está relacionado con el concepto de pleno empleo porque ambos sugieren razones por las que nunca se alcanza el pleno empleo. El desempleo friccional está siempre presente en la economía, por lo que el nivel de desempleo involuntario es adecuado a la tasa de desempleo menos la tasa de desempleo friccional, lo que significa que los incrementos o disminuciones en el desempleo suelen ser subrepresentadas en las estadísticas simples. El desempleo friccional coincide con un número igual de las vacantes. Numéricamente, por lo que es máximo cuando el mercado laboral está en equilibrio. Cuando, por ejemplo, la demanda supera con creces la oferta, los desempleados por fricción serán pocos, ya que tendrán muchas ofertas de trabajo.
Las fricciones en el mercado de trabajo a veces se ilustran gráficamente con una curva de Beveridge, que es una curva convexa con pendiente descendente que muestra una relación fija entre la tasa de desempleo en un eje y la tasa de vacantes en el otro. Los cambios en la oferta o la demanda de mano de obra provocan movimientos a lo largo de esta curva. Un aumento de las fricciones del mercado de trabajo se desplazará hacia afuera la curva, y viceversa. Una forma más largo plazo del desempleo friccional es el desempleo estructural, que es muy similar.

## Ejemplos
Un tipo de desempleo friccional se llama desempleo de espera: se refiere a los efectos de la existencia de algunos sectores en los que los trabajadores se les paga más que el equilibrio del mercado del equilibrio salarial. Esto no sólo limita la cantidad de empleo en el sector de altos salarios, pero que atrae a trabajadores de otros sectores que esperan para tratar de conseguir un trabajo allí. El principal problema de esta teoría es que estos trabajadores probablemente "esperar" al tener puestos de trabajo, de modo que no se cuentan como desempleados. En Hollywood, por ejemplo, los que están a la espera de trabajos de actuación también servir a las mesas en restaurantes para pagar (mientras actúa en el "Waiver Equidad" juega en la noche sin cobrar). Sin embargo, estos trabajadores podrían ser vistos como subempleados.